# ثيودوروس بيلي
ثيودوروس بيلي (بالإنجليزية: Theodorus Bailey)‏ هو ضابط أمريكي، ولد في 12 أبريل 1805 في تشاتيغواي في الولايات المتحدة، وتوفي في 14 فبراير 1877 في واشنطن العاصمة في الولايات المتحدة.